# Domaine skiable Damüls Mellau
 (avril 2018).
Si vous disposez d'ouvrages ou d'articles de référence ou si vous connaissez des sites web de qualité traitant du thème abordé ici, merci de compléter l'article en donnant les références utiles à sa vérifiabilité et en les liant à la section « Notes et références ».

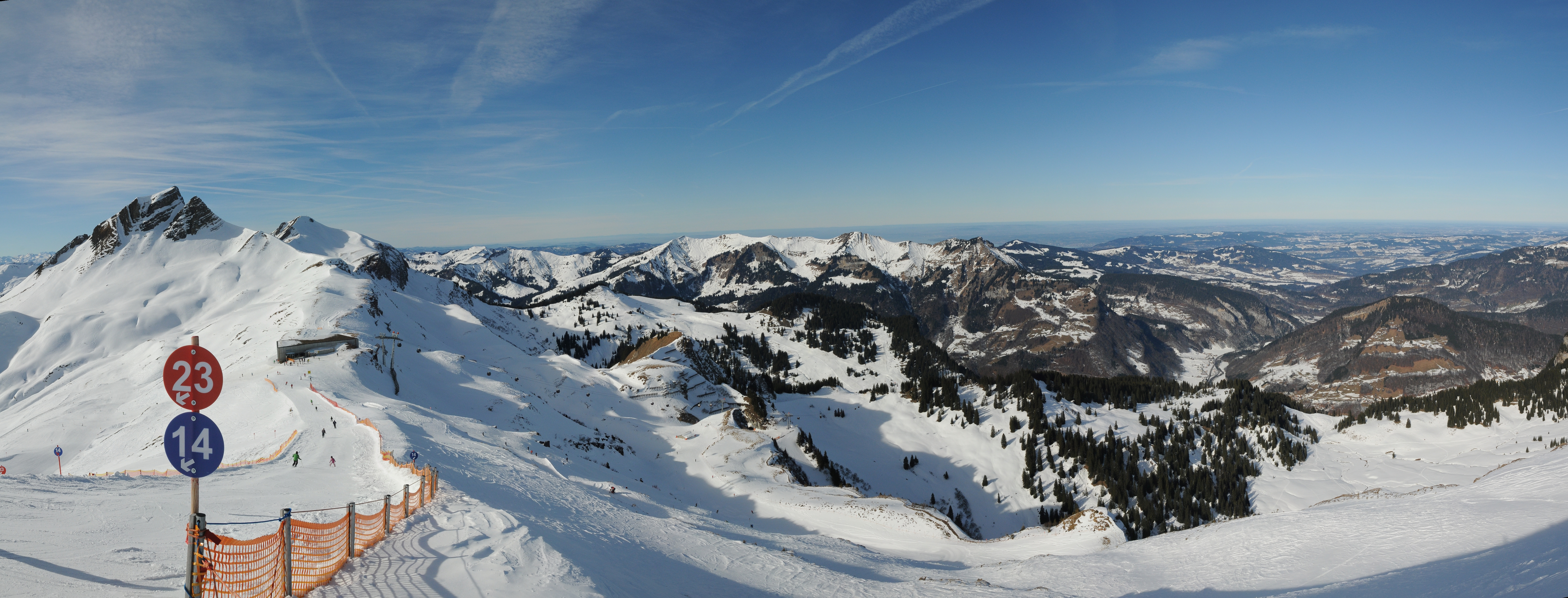
Panorama du domaine skiable de Damüls Mellau

Le domaine skiable Damüls Mellau est une station de sports d'hiver autrichienne.

## Géographie
Il s'étend d'une altitude de 700m (village de Mellau) à 2050m (station de montagne Ragazer Blanken) dans l'arrière forêt de Bregenz.
Les localités situées dans ce domaine skiable sont Damüls (1430m) et Mellau. De cette dernière, une télécabine mène au domaine skiable.
Au départ de Damüls se trouvent des téléphériques pour le domaine skiable. Environ 80% des maisons de ce village se trouvent au pied des pistes ou bien à 100m de distance maximum. 
Le domaine comprend 22 remontées mécaniques. 